# Castêlo da Maia
Castêlo da Maia es una freguesia portuguesa del municipio de Maia, distrito de Oporto.

## Historia
Fue creada el 28 de enero de 2013 en aplicación de una resolución de la Asamblea de la República de Portugal promulgada el 16 de enero de 2013 con la unión de las freguesias de Barca, Gemunde, Gondim, Santa Maria de Avioso y São Pedro de Avioso.

## Demografía
| Gráfica de evolución demográfica de Castêlo da Maia entre 2011 y 2021 |
|                                                                       |
| Datos según el nomenclátor publicado por el INE portugués.            |